# Tiago Djaló
Tiago Emanuel Embaló Djaló (ur. 9 kwietnia 2000 w Amadorze) – portugalski piłkarz, występujący na pozycji obrońcy w portugalskim klubie FC Porto, do którego jest wypożyczony z Juventusu. Były młodzieżowy reprezentant Portugalii. 